# Delkarlye enamalla
Delkarlye enamalla is een vlokreeftensoort uit de familie van de Dexaminidae. De wetenschappelijke naam van de soort werd in 1972 voor het eerst geldig gepubliceerd door Jerry Laurens Barnard.